# Helena Normanton
Helena Florence Normanton, KC (Londres, 14 de diciembre de 1882 - 14 de octubre de 1957) fue la primera mujer en aprovechar la Sex Disqualification (Removal) Act 1919 y unirse a una institución de abogados. En noviembre de 1922, fue la segunda mujer en ser llamada al Colegio de Abogados de Inglaterra y Gales, siguiendo el ejemplo de Ivy Williams en mayo de 1922. Cuando se casó mantuvo su apellido y en 1924 fue la primera mujer británica casada en tener un pasaporte con su nombre de soltera.

## Biografía
Normanton nació en el este de Londres de Jane Amelia (de soltera Marshall) y el pianista William Alexander Normanton. En 1886, cuando solo tenía cuatro años, su padre fue encontrado muerto en un túnel ferroviario. Su madre, que tal vez ya se hubiera separado de su padre, una posición estigmatizada en aquella época, crio a Helena y a su hermana menor Ethel sola - alquilando habitaciones en la casa familiar, antes de mudarse a Brighton para dirigir un supermercado y posteriormente una pensión.
Normanton describe el momento en que decidió convertirse en abogada en su libro, Everyday Law for Woman. Cuenca que cuando era una niña de doce años, estaba visitando la oficina de un abogado con su madre, que no entendía el asesoramiento del abogado. Normanton reconoció esta situación como una forma de discriminación sexual y quiso ayudar a todas las mujeres a acceder al derecho, que hasta ese momento era una profesión reservada a los hombres.
En el libro, Normanton reflexiona: "Todavía no me gusta que las mujeres obtengan lo peor de cada trato por falta de conocimiento legal elemental, que en cambio es habitual entre los hombres".
Estudió historia moderna en la Universidad de Londres como estudiante externa, se graduó con honores, obtuvo un Diploma de Maestros de Secundaria Escocesa y obtuvo una licenciatura en Lengua, Literatura e Historia Francesa de la Universidad de Dijon. Dio clases de historia en la Universidad de Glasgow y en la Universidad de Londres, y comenzó a hablar y a escribir sobre temas feministas. Habló en reuniones de la Women's Freedom League y apoyó al Congreso Nacional Indio.

## Carrera jurídica
Normanton tenía la ambición de convertirse en abogada desde una edad temprana. Su solicitud para convertirse en estudiante en Middle Temple en 1918 fue rechazada y ella impugnó la decisión ante la Cámara de los Lores. Ella volvió a presentar su solicitud el 24 de diciembre de 1919, pocas horas después de la entrada en vigor de la Sex Disqualification (Removal) Act de 1919, y fue admitida en el Middle Temple. Se casó con Gavin Bowman Watson Clark en 1921, pero conservó su apellido de soltera por razones profesionales. En 1924, se convirtió en la primera mujer británica casada en recibir un pasaporte con su apellido de soltera.
Fue la segunda mujer en formar parte del colegio de abogados, el 17 de noviembre de 1922, poco después de Ivy Williams. Además, fue la primera mujer en obtener el divorcio para una de sus clientes, la primera mujer en liderar la acusación en un juicio por asesinato y la primera mujer en llevar a cabo un juicio en Estados Unidos y comparecer en el Tribunal Superior y en Old Bailey. En 1949, junto con Rose Heilbron, fue una de las dos primeras mujeres Consejeras de la reina en el English Bar.

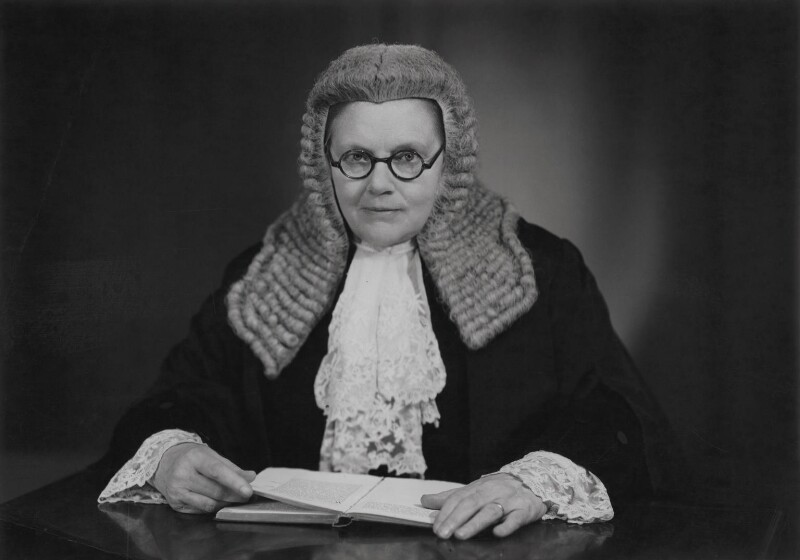
Fotografía de Helena Normanton tomada en 1950

## Feminismo
Normanton fue defensora de los derechos de la mujer y del sufragio femenino, convirtiéndose en la primera mujer casada en Gran Bretaña en tener un pasaporte con su apellido de soltera, al creer que hombres y mujeres deberían mantener su dinero y propiedades por separado. También fue pacifista, y apoyó asimismo la Campaña para el Desarme Nuclear.
Diez años después de la aprobación de la Sex Disqualification (Removal) Act de 1919, Normanton habló en la séptima Conferencia Anual de la Women's Engineering Society en julio de 1929, junto con la profesora Winifred Cullis, la primera mujer en ocupar una cátedra en una escuela de medicina, y la arquitecta Edna Mosley. En su discurso, Normanton señaló que había "casi un centenar de mujeres abogadas en este país y la mayoría de ellas son brillantes; ella no creía en boicotear a los hombres profesionalmente, pero sí que las mujeres deberían al menos poder actuar. Había bastante revuelo en relación a la posición de la mujer. . . Podían convertirse en ingenieras pero no ministras de la Iglesia; no podían entrar en los portales sagrados de la Bolsa de Valores ni en la Cámara de los Lores; podrían convertirse en ministras del gabinete, pero no en embajadoras. Mientras que a cualquier mujer se le negaba la posición a la que su capacidad la dirigía, toda la feminidad se reducía".
Actuó como Asesora Legal Honoraria de la Women's Engineering Society desde 1936 hasta 1954, sucediendo a Theodora Llewelyn Davies en el cargo.
Hizo campaña a favor de la reforma del divorcio y fue presidenta de la Married Women's Association hasta 1952, cuando otras directoras dimitieron como resultado de su documento de pruebas para la Comisión Real sobre el Divorcio, que consideraban "anti-hombre". Normanton formó una organización disidente llamada Council of Married Women.
Fundó la Sociedad de la Carta Magna. Fue pacifista durante toda su vida y se manifestó contra la bomba nuclear después de la Segunda Guerra Mundial.[cita requerida]

## Muerte y entierro
Normanton murió el 14 de octubre de 1957, y después de la cremación fue enterrada junto a su esposo Gavin Bowman Watson Clark en el cementerio de Ovingdean, Sussex.

## Legado
En febrero de 2019, el número 218 de Strand Chambers pasó a llamarse Normanton Chambers en su honor. Este es el primer caso en que una cámara de barristers lleva el nombre de una mujer.
En 2020, la abogada Karlia Lykourgou estableció la primera tienda dedicada a ropa para mujeres para los tribunales, ya que las prendas existentes eran poco práctica e incómoda. Lo llamó Ivy & Normanton, en honor a Ivy Williams, la primera mujer en formar parte del Colegio de Abogados en mayo de 1922, y Helena Normanton.
En abril de 2021, English Heritage anunció que Normanton era una de las seis mujeres a las que honraban con una placa azul este año, marcando el lugar donde vivió durante la primera parte de su carrera legal.

## Obra
- Sex Differentiation in Salary, 1915
- India in England, 1915
- Oliver Quendon's First Case, 1927 (una novela romántica y de detectives publicadas bajo el pseudónimo Cowdray Browne)
- The Trial of Norman Thorne: the Crowborough chicken farm murder, 1929
- Trial of Alfred Arthur Rouse, 1931
- Everyday Law for Women, 1932
- The Trial of Mrs. Duncan, 1945

## Archivo
Los archivos de Helena Normanton se encuentran en The Women's Library en la Biblioteca de la London School of Economics, ref 7HLN